# Ardisia aciphylla
Ardisia aciphylla, biljna vrsta iz porodice jaglačevki (Primulaceae). 
A. aciphylla je grm iz Indokine, autohton u Laosu i Vijetnamu. Vrsta je opisana u Flore Générale de l'Indo-Chine 3: 861. 1930. 

## Varijeteti
Kew navodi dva varijeteta:
- Ardisia aciphylla var. aciphylla
- Ardisia aciphylla var. touranensis C.M.Hu & J.E.Vidal